# 彼得雷什蒂鄉 (登博維察縣)
45°04′59″N 25°33′00″E / 45.083°N 25.550°E
彼得雷什蒂鄉（羅馬尼亞語：Comuna Petrești, Dâmbovița），是個位於羅馬尼亞南部的鄉份，由登博維察縣負責管轄，面積52平方公里，海拔高度182米，2007年人口5,979，人口密度每平方公里115人。罗马尼亚领导人齐奥塞斯库妻子埃列娜·齐奥塞斯库生于此地。